# انریکه رودریگس (بوکسور)
انریکه رودریگس (اسپانیایی: Enrique Rodríguez‎؛ زادهٔ ۱۹ نوامبر ۱۹۵۱) بوکسور اهل اسپانیا بود.
وی در مسابقات کشوری و بین‌المللی در مجموع برندهٔ ۲ مدال برنز شده‌است.